# 普羅米修斯 (DC漫畫)
普羅米修斯（英語：Prometheus）是一名出現於DC漫畫的虛構超級反派角色，為正義聯盟的敵人，由作家葛蘭·莫瑞森與畫家阿爾尼·約根森所創作。角色首次登場於《新年惡魔：普羅米修斯》第1期（1998年2月）。
普羅米修斯被IGN列為所有最偉大的漫畫書惡棍中的第80名。
在CW電視網的電視劇《綠箭俠》第五季中，由喬許·塞嘉拉飾演普羅米修斯。

## 虛構人物傳記
普羅米修斯的真實姓名不詳，而他的過去幾乎可以說是蝙蝠俠的相反版本。
普羅米修斯的父母是一對罪犯，在他還是個孩子的時候，他親眼目睹了自己的父母被警方追緝、最後遭槍擊身亡的一幕。這件事在年幼的普羅米修斯心中留下了很大的陰影，他發誓要為自己的父母報仇，並決心賭上一生來打擊法律與正義。
長大後的普羅米修斯四處旅行，好尋找可以用來打擊正義的力量，最後他來到了傳說中的香巴拉，在那裡獲得了一頂神秘的頭盔，這頭盔可以讓配戴者瞬間找到自己所需的資料，並迅速地將這些資料化為己用。得到了這頭盔後，普羅米修斯就決定開始自己毀滅法律的計畫

## 能力
普羅米修斯沒有超能力，但他與超級英雄蝙蝠俠頗為相似，具有人類巔峰的體能與意志，精通各種搏擊技巧與武術，也能熟練的使用各種武器。
普羅米修斯的頭盔能瞬間下載各種所需資料植入腦中，這使他能夠應對各種戰況與對手，這也包括了許多DC漫畫世界中的武術高手的戰鬥技巧，像是蝙蝠俠與西瓦女士，讓他在面對這些武術高手時可以看穿其招數並加以反制。他身上的鎧甲也大幅強化了他的體能，使他與具有超級力量的英雄交戰也不落下風。

## 其他媒體

### 電視劇
- 在CW電視台中的綠箭宇宙中，登場的普羅米修斯有兩個版本
  - 麥可·多恩（英语：Michael Dorn）則負責於該人物戴上面具時進行配音[2]。綠箭俠第五季中登場的普羅米修斯由喬許·塞嘉拉飾演，為第五季的主要反派[3]。製作人馬克·古根海姆（英语：Marc Guggenheim）表示該人物並不出自於漫畫的任何一個版本[4]。
  - 而在地球-X的版本中，普羅米修斯（又稱普羅米修斯-X）是地球-X的湯米·梅林，由科林·唐納飾演[5][6]。

### 電子遊戲
- 《蝙蝠俠：阿卡漢瘋人院》：作為謎語人的挑戰問題之一，蝙蝠俠可以在監獄區的守衛室找到答案並解鎖普羅米修斯的個人資料。
- 《蝙蝠俠：阿卡漢城市》：在阿卡漢城市的舊高譚警局內，蝙蝠俠可以找到一對身為罪犯的夫妻遭警方擊斃，而這對夫妻留下了一個孩子並目睹了整個過程的舊報紙。而在與急凍人戰鬥的區域裡，蝙蝠俠則能找到普羅米修斯的檢查報告。

## 外部連結
- 漫画书数据库：Prometheus (Curt Calhoun)
- 漫画书数据库：Prometheus (Morrison)
- Prometheus (Curt Calhoun) at the DCU Guide
- Prometheus (Morrison) at the DCU Guide

#invoke:NavboxV2

Template:綠箭俠
Template:正義聯盟角色